# Khentiamentiu
Khenti-Amentiu, Khentiamentiu, Khenti-Amenti, Kenti-Amentiu i altres variants, és el nom d'un deu de l'antiga mitologia egípcia. El nom vol dir "El Primer dels Occidentals" o "Cap dels Occidentals" (els occidentals són els morts). Està representat amb el cap d'un xacal i associat a Anubis a Abidos a l'alt Egipte, que era el protector de la ciutat dels morts. En diversos moments va estar associat a altres deïtats.